# 2429 Schurer
A 2429 Schürer (ideiglenes jelöléssel 1977 TZ) a Naprendszer kisbolygóövében található aszteroida. Paul Wild fedezte fel 1977. október 12-én.